# Orona
Orona (früher Hull Island) ist nach Kanton das zweitgrößte Atoll der kiribatischen Phoenixinseln. Es liegt im Pazifischen Ozean, etwa 500 km südlich des Äquators. Die große, zentral gelegene und bis zu 10 m tiefe Lagune wird von zahlreichen Sandinseln (Motus) umringt, ist aber auch durch viele schmale Kanäle mit dem offenen Meer verbunden.
Wann und von wem das Atoll erstmals gesichtet wurde, ist nicht bekannt; zweifellos jedoch handelt es sich um eine – britische oder amerikanische – Walfangentdeckung aus den frühen 1820er Jahren. Es steht fest, dass Orona in diesem Zeitraum häufig mit der benachbarten Sydney-Insel, dem heutigen Manra, verwechselt wurde. Ihren einstigen Namen Hull Island verdankt die Insel jedenfalls der Benennung durch Charles Wilkes, dem Leiter einer US-amerikanischen Südseeexpedition. Wilkes benannte das Atoll bei seinem dortigen Eintreffen am 26. August 1840 nach dem amerikanischen Marineoffizier und Kapitän Isaac Hull (1773–1843); siehe hierzu auch Constitution (Schiff, 1798).
Das einschließlich Lagune etwa 38 km² große Atoll war nur zwischen 1938 und 1963 bewohnt. Das Dorf an der Westseite Oronas hieß Arariki. Hull Island war damals Zielort eines von britischen Kolonialisten eingeleiteten Umsiedlungsprogramms (sogenanntes „Phoenix Islands Settlement Scheme“), um der Überbevölkerung auf den nordwestlich gelegenen Gilbertinseln Herr zu werden. Dass das Projekt scheiterte, lag hauptsächlich daran, dass der Boden und das daraus gewonnene Grundwasser zu salzig waren, um Landwirtschaft und Viehzucht zu betreiben. Nach dem Scheitern des Projekts verließen aber nach und nach die Siedler die drei betroffenen Inseln Orona (Hull Island), Nikumaroro (Gardner Island) und Manra (Sydney Island) wieder.

Galerie
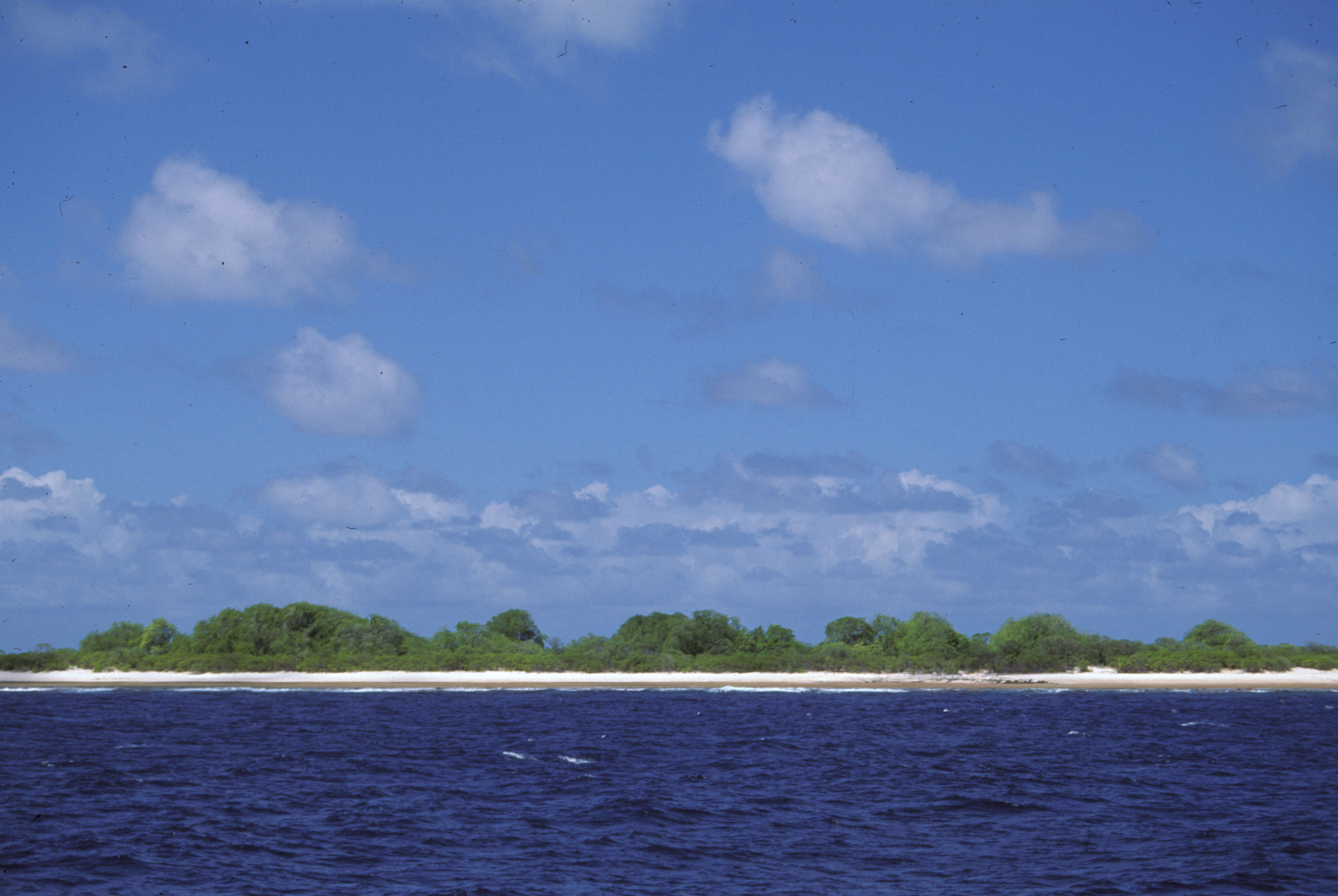
Orona von See aus gesehen
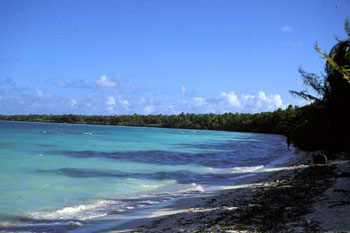
Die innere Lagune
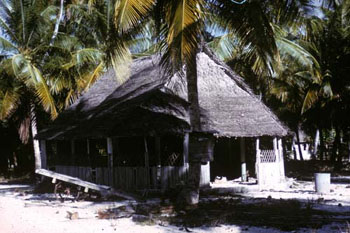
Historisches Postamt auf Orona

Das Atoll ist heute unbewohnt, dient allerdings zahlreichen Seevögeln und Meeresschildkröten als wichtiger Brutplatz.